# Берлин, Александр Израилевич
Алекса́ндр Изра́илевич Бе́рлин (1896—1972) — советский учёный-медик, доктор медицинских наук, профессор.
Автор более 60 научных работ по вопросам туберкулинотерапии, эффективности лечения лёгочного туберкулёза искусственным пневмотораксом и другим вопросам туберкулёза.

## Биография
Родился 27 мая 1896 года в городе Сызрань Симбирской губернии, ныне Самарской области, в еврейской многодетной семье, его отец был портным.
В 1915 году поступил на медицинский факультет Казанского государственного университета. Во время учёбы, в годы Гражданской войны, работал санитаром санэпидотряда и холерного барака, фельдшером детского дома, ординатором военного госпиталя. Окончив университет в 1920 году, был оставлен в нём ординатором терапевтической клиники. Пройдя специализацию по туберкулёзу, с 1923 года Александр Берлин работал ординатором и заместителем заведующего Оренбургского областного туберкулёзного диспансера.
В 1933 году был избран заведующим клиническим отделением Иваново-Вознесенского научно-исследовательского института туберкулёза, который работал в городе в 1930—1940 годах. В 1934 году по инициативе А. И. Берлина был организован курс туберкулёза при кафедре госпитальной терапии Ивановского государственного медицинского института (ныне Ивановская государственная медицинская академия). С 1936 года курс стал действовать при кафедре факультетской терапии, а в последующем был преобразован в самостоятельную кафедру. До 1959 года Александр Израилевич был бессменным руководителем кафедры.
В годы Великой Отечественной войны, будучи врачом-фтизиатром, был начальником отделения эвакогоспиталя № 3074 и местного эвакуационного пункта (МЭП-35) в Иваново. За этот период своей врачебной деятельности опубликовал более 20 научных работ, среди них:
- «Экспертиза трудоспособности военнослужащих при туберкулезе легких» (1942),
- «О некоторых рентгенологических ошибках при ранении грудной клетки» (1943),
- «Вопросы туберкулеза в условиях эвакогоспиталя» (1943),
- «Лечебная гимнастика при легочном туберкулезе в условиях эвакогоспиталя» (1943),
- «Лечебная гимнастика при искусственном пневмотораксе в условиях эвакогоспиталя» (1943),
- «Показания и противопоказания к колляпсотерапии в условиях эвакогоспиталя» (1944),
- «Ошибки в диагностике легочного туберкулеза по материалам военного времени» (1944).

Также А. И. Берлин изобрел специальный электроприбор для согревания воздуха в плевру при лечении пневмоторакса.
В 1947 году он защитил докторскую диссертацию, а спустя два года избран на должность профессора кафедры факультетской терапии. На протяжении нескольких лет был членом Совета по борьбе с туберкулёзом при Минздраве СССР, заместителем председателя Ивановского областного терапевтического общества, председателем Ивановского научного общества фтизиатров. В июне 1959 года вышел на заслуженный отдых.
Умер 8 августа 1972 года в Иваново. Был похоронен на Балинском кладбище.